# It’s in the Way That You Use It
It’s in the Way That You Use It ist ein Pop-Rock-Song, der von Eric Clapton und Robbie Robertson geschrieben und im Oktober 1986 als 7" und 12" Single veröffentlicht wurde. Der Song entstand für den Film Die Farbe des Geldes, der gleichzeitig in die Kinos kam. Der Titel erschien auch im November auf Claptons Studioalbum August, nachdem er bereits auf dem Soundtrack-Album veröffentlicht war.
Clapton beschrieb in einem Radio-Spezial, dass der Schreibprozess zwischen ihm und Robertson nur schwer voranging, da sie sich nicht über die Reime in den Strophen einig waren, und den Song während Telefonaten schrieben. Ursprünglich sollte der Liedtitel The Gift lauten.
Mitwirkende Musiker neben Clapton als Sänger und Gitarrist sowie Gary Brooker als Backgroundsänger waren Henry Spinetti am Schlagzeug, Richard Cottle am Synthesizer und Laurence Cottle als Bassist.

## Musikvideo
Das Musikvideo beginnt mit einem Billardstoß. Danach wird Clapton mit seiner Signatur-Stratocaster in blauem Scheinwerferlicht eingeblendet. Im weiteren Verlaufe des Videos ist Clapton zu sehen, wie er den Song spielt und singt, durchsetzt mit Sequenzen aus dem Film Die Farbe des Geldes.

## Chartplatzierungen
Die Single erreichte Platz 1 der US-amerikanischen Billboard-Mainstream-Rock-Song-Charts und belegte Platz 77 der britischen Singlecharts.
| ChartsChartplatzierungen     | Höchstplatzierung | Wochen |
| ---------------------------- | ----------------- | ------ |
| Vereinigtes Königreich (OCC) | 77 (4 Wo.)        | 4      |